# Ніл Кокрен
Ніл Кокрен  (англ. Neil Cochran, 12 квітня 1965) — британський плавець, олімпійський медаліст.

## Виступи на Олімпіадах
| Олімпіада         | Дисципліна                        | Місце |
| ----------------- | --------------------------------- | ----- |
| Лос-Анджелес 1984 | естафета 4 × 200 вільним стилем   | 3     |
| Лос-Анджелес 1984 | плавання на 200 метрів на спині   | 14    |
| Лос-Анджелес 1984 | 200 метрів, комплексне плавання   | 3     |
| Сеул 1988         | плавання на 100 метрів на спині   | 25    |
| Сеул 1988         | плавання на 100 метрів, батерфляй | 16    |
| Сеул 1988         | 200 метрів, комплексне плавання   | 11    |